# Heleieth Saffioti
Heleieth Saffioti   (Ibirá, 4 de gener de 1934 - São Paulo, 13 de desembre de 2010), nom complet Heleieth Iara Bongiovani Saffioti, fou una sociòloga, professora, i activista feminista brasilera.

## Trajectòria
Era filla d'una costurera i d'un paleta, i nasqué en un petit poble de l'estat de São Paulo. El 1960, es graduà en Ciències Socials per la Facultat de Filosofia, Ciències i Lletres de la Universitat de São Paulo; començà les primeres recerques acadèmiques sobre la condició femenina al Brasil, tema que seria objecte d'una tesi de per la Facultat de Filosofia, Ciències i Lletres d'Araraquara, de la Universitat de São Paulo, titulada La dona en la societat classista: mite i realitat, amb supervisió del professor Florestan Fernandes, defensada per Heleieth, el 1967, i publicada per l'Editora Vozes el 1976. El llibre fou un best-seller en l'època, i hui és una referència en estudis de gènere.
Fou professora de la Pontifícia Universitat Catòlica de São Paulo; i professora visitant de la Facultat de Servei Social de la UFRJ. Creà un "Nucli d'Estudis de Gènere, Classe i Ètnia", en la UFRJ, orientant tesis en la PUC-SP, en què continuà les seues activitats acadèmiques al campus d'Araraquara, en què era professora emèrita.
El 2005 la inclogueren en la iniciativa col·lectiva de "Mil Dones per al Premi Nobel de la Pau", per l'organització suïssa Dones per la Pau al voltant del Món. Dins de les mil dones hi havia 51 brasileres, com Zilda Arns, Heloneida Studart, i Luiza Erundina.
Es casà amb el químic Waldemar Saffioti, professor, autor de llibres didàctics i regidor d'Araraquara. El 2000, després de la mort del seu marit, donà a la Universitat de São Paulo la finca de la parella, a Araraquara, perquè es transformàs en centre cultural. Aquest casal havia pertangut a l'oncle de Mário de Andrade, que el descrigué en Macunaíma.
Heleieth Saffioti estigué activa fins al final de la seua vida; visqué a São Paulo amb sa mare, Angela. Va morir als 76 anys sense descendència.

## Principals obres publicades
- Profissionalização feminina: professoras primárias e operárias. 1969
- A mulher na sociedade de classe: mite e realidade. 1976
- Emprego doméstico e capitalismo. 1978
- Women in Class Society. Traduït per Michael Vale. Edició reimpresa Monthly Review Press, 408 pàgs. ISBN 0-85345-530-9. 1980
- Do artesanal ao industrial: a exploração da mulher. 1981
- O fardo das trabalhadoras rurais. 1983
- Mulher brasileira: opressão e exploração. 1984
- Poder do macho. 1987
- Mulher brasileira é assim. 1994
- Violência de gênero: poder e impotência. 1995
- Gênero, patriarcado, violência. Ed. EFPA, 152 pàg. ISBN 8576430029. 2004

## Honors
Membre de:
- Consell Consultiu de la Revista Estudis Feministes, des del número 1/1992[6]

Epònims:
- "Centre de Referència de la Dona Heleieth Saffioti", c/ Voluntários da Pátria 1648. Araraquara. SP[7]